# Aztlán Parque Urbano
Aztlán Parque Urbano es un parque de diversiones ubicado en el bosque de Chapultepec, en la alcaldía Miguel Hidalgo de la Ciudad de México. Inaugurado oficialmente el 20 de marzo de 2024, este parque reemplaza al antiguo parque de diversiones La Feria de Chapultepec, que operó desde 1964 hasta su cierre en 2019. El proyecto se concibió como un espacio de entretenimiento, cultura y recreación sustentable, con acceso mayoritariamente gratuito.

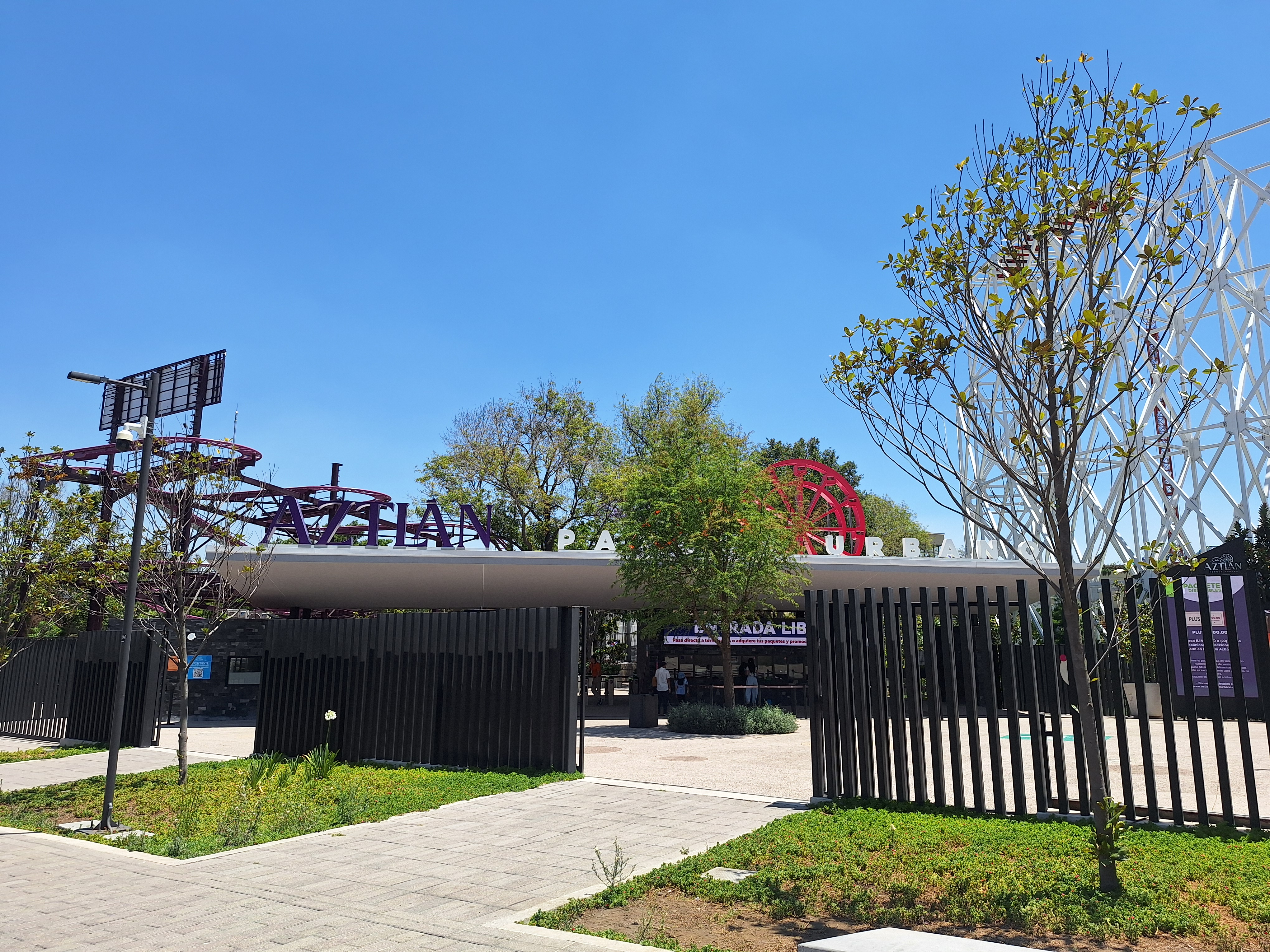
Entrada principal del parque

## Antecedentes
Mota Engil y Thor Urbana invirtieron 3,600 millones de pesos (214.8 millones de dólares) en el desarrollo del parque. La decisión de construir un nuevo parque en la zona se tomó tras realizar una encuesta entre los residentes de la ciudad. La apertura del parque estaba programada para agosto de 2023, pero el proyecto sufrió retrasos.
El parque también cuenta con restaurantes, entre ellos: Señor Burger, especializado en comida estadounidense, y Los Titanes del Taco, un restaurante de tacos. Se planea la apertura de más establecimientos de comida en el futuro.

## Atracciones

### Atracciones en general
| Atracción               | Inauguración | Descripción                                       |
| ----------------------- | ------------ | ------------------------------------------------- |
| Aztlán 360              | 2024         | Noria de 85 metros de altura.                     |
| Carrusel de Chapultepec | 2024         | [ 5 ]                                             |
| Molinillo               | 2024         | Tazas giratorias.                                 |
| La Rocola Chocona       | 2024         | Carros chocones eléctricos.                       |
| Vuelo de Cantoya        | 2024         | Vehículos que se elevan hasta 3 metros de altura. |
| Patada Voladora         | 2024         | Columpios giratorios voladores.                   |
| El Remolinete           | 2024         | [ 5 ]                                             |

### Montañas rusas
| Atracción        | Abierto | Descripción                                 |
| ---------------- | ------- | ------------------------------------------- |
| Montaña Jurásica | 2024    | Góndolas giratorias.                        |
| La Mocha         | 2024    | Montaña rusa tranquila y de baja velocidad. |

### Atracciones para niños
| Atracción           | Abierto | Descripción                                |
| ------------------- | ------- | ------------------------------------------ |
| Guardianes del aire | 2024    | Vehículos voladores con forma de avión.    |
| Astrolumpio         | 2024    | Columpio de baja velocidad.                |
| Furia sobre Ruedas  | 2024    | Carros giratorios circulares.              |
| La Quebradora       | 2024    | Una góndola que sube y baja por una torre. |
| La Cucaracha        | 2024    | Coches chocones infantiles.                |

### Otras atracciones
| Atracción            | Abierto | Descripción                                    |
| -------------------- | ------- | ---------------------------------------------- |
| Siniestro            | 2024    | Casa embrujada de realidad virtual.            |
| El Quinto Sol        | 2024    | [ 5 ]                                          |
| Museo Dolores Olmedo | 2024    | [ 5 ]                                          |
| Teatro               | 2024    | Teatro que cuenta la historia de Tenochtitlán. |

### Atracciones futuras
- Marometas: Montaña rusa de bajo impacto.[5]
- Laka Laka: Montaña rusa con góndolas giratorias.[5]
- Vuela México por el mundo: Simulador de vuelo.[5]
- Jardín de los sentidos: Una zona de jardines interactivos.[5]
- Serpentikha: Montaña rusa de 540 metros de longitud.[5]
- Malacatonche: Asientos giratorios.[5]
- Don Goyo: Caída libre de 50 metros.[5]